# Síran titanylu
Síran titanylu je chemická sloučenina se vzorcem TiOSO4. Připravuje se reakcí oxidu titaničitého s dýmavou kyselinou sírovou. V přítomnosti vody hydrolyzuje na hydratovaný oxid titaničitý. Struktura sestává z polymerní sítě s tetraedrickými atomy síry a oktaedrickými atomy titanu. Titan je koordinován můstkovými oxidovými ionty a čtyřmi různými síranovými anionty. Je znám i monohydrát, který se připravuje podobně jako bezvodý materiál. V hydrátu je jedna Ti-OS vazba nahrazena vazbou Ti-OH2.

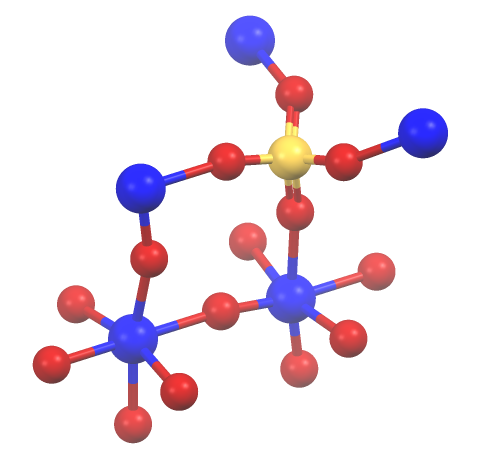
Struktura síranu titanylu
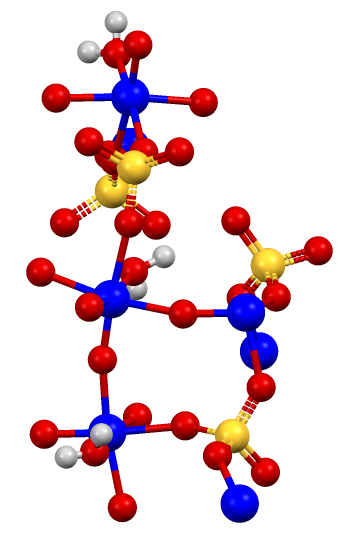
Struktura hydrátu síranu titanylu